# Sobicze
Sobicze – wieś w Polsce położona w województwie mazowieckim, w powiecie siedleckim, w gminie Zbuczyn. Ma status sołectwa.
Wieś szlachecka położona była w drugiej połowie XVI wieku w ziemi łukowskiej województwa lubelskiego.  W latach 1975–1998 miejscowość administracyjnie należała do województwa siedleckiego.
Od nazwy wsi (gniazda) swe nazwisko wywodzi ród Sobiczewskich herbu Jastrzębiec.
Wierni Kościoła rzymskokatolickiego należą do parafii Matki Bożej Częstochowskiej w Krzesku-Majątku.

## Historia
Założenie wsi
Powstanie wsi Sobicze sięga czasów króla Stefana Batorego (1533–1586), który panował w Polsce w latach 1576 – 1586. Prowadził on wojny z Moskwą o Inflanty. W czasie jednej z wypraw oblegali twierdzę Psków, której długo nie mogli zdobyć. Wtedy jeden z rycerzy – Jan Sobicz – wpadł na pomysł, który przyczynił się do zdobycia twierdzy. Nakrył się snopami świeżo skoszonego zboża, wziął gar rozpalonej smoły, podkradł się pod bramę grodu i podpalił ją. Rycerze poprzez spaloną bramę wdarli się do środka i zdobyli gród. Za ten czyn Stefan Batory po zakończonej wyprawie nagrodził rycerza Jana Sobicza, dając mu z dóbr królewskich pewną ilość ziemi. Nadawanie ziemi odbywało się w ten sposób, że nagrodzony (w zależności od zasług) otrzymywał tyle ziemi, ile zdołał w wyznaczonym czasie obejść pieszo lub objechać konno. Jan Sobicz na otrzymanych terenach założył wieś, którą nazwał od swojego nazwiska – Sobicze, osadził tam swoją rodzinę oraz chłopów (niewolników), którzy na nich pracowali. Potomkowie Jana Sobicza mieszkają na tych terenach do dziś (zresztą nie tylko w Sobiczach, ale i w innych okolicznych wioskach), jako Sobiczewscy.